# 瓠瓜二
瓠瓜二，又名海豚座γ²,BD+15 4255A，HD 197964、SAO 106476、HR 7948，是海豚座的海豚座γ双星系统的一颗恒星，视星等为4.27，位于銀經61.49，銀緯-16.58，其B1900.0坐标为赤經20h 46m 39.5s，赤緯+16° 07′ 27″。